# Qitaihe
Qitaihe (chiń. 七台河; pinyin Qītáihé) – miasto o statusie prefektury miejskiej w północno-wschodnich Chinach, w prowincji Heilongjiang. W 2010 roku liczba mieszkańców miasta wynosiła 340 236. Prefektura miejska w 1999 roku liczyła 849 032 mieszkańców.

## Podział administracyjny
Prefektura miejska Qitaihe podzielona jest na:
- 3 dzielnice: Taoshan, Xinxing, Qiezihe,
- powiat: Boli.